# 效果字
效果字，又称效果音，是一種用来表现漫画中的声响的、图案化的文字。效果字是以字体的造型和大小来表达声音的质感与响亮程度。
在漫画中使用不同的效果字可以替画面加分，并且根据故事剧情画出相对应的字形，会增加整体漫画的效果。效果字所使用的字体多为笔画少、通俗易懂的字体。
效果字与漫画构图的搭配，需要注意：
1. 效果字不能遮住画面的焦点
2. 字体的形态与大小要符合场景
3. 效果字的发音要与实际的声响相符

## 相关内容
- 對話框
- 格子